# Expelled from Paradise
Изгнанный из рая (яп. 楽園追放 ракуэн цуйхо:) is a 2014 — японский научно-фантастический фильм 2014 года. Режиссером фильма выступил Сэйдзи Мидзусима, а сценарий написал Ген Уробути. Фильм был спродюсирован Toei Animation и анимирован Graphinica, а распространялся T-Joy и Toei Company.
Первый публичный показ фильма в Европе состоялся на шведской аниме-конференции ConFusion 11 декабря 2014 года. Сэйдзи Мидзусима сам посетил мероприятие, приняв участие в шоу, вопросах и ответах и других мероприятиях.
Фильм был распространен в Соединенных Штатах компанией Aniplex of America и был показан в 15 кинотеатрах по всей стране 13 декабря 2014 года.

## Сюжет
Анжела Бальзак — агент на космической станции DEVA, обитатели которой не имеют физических тел, их разумы оцифрованы и хранятся в среде виртуальной реальности. После неудачной попытки выследить хакера, известного как «Frontier Setter», который десятки раз проникал в системы DEVA, чтобы найти союзников для своих целей, Анжеле поручено искать его на Земле, ныне бесплодной планете, где проживает менее 2 % человеческого населения. После того, как ей дали клонированное органическое тело и отправили на поверхность, Анжела встречает Динго, своего связного на Земле, который отключает все коммуникации с базой, чтобы не дать Первопроходцу также обнаружить их местоположение, несмотря на ее протесты.
Из-за неопытности Анжелы в обычной жизни в качестве органического существа она пренебрегает едой и отдыхом и заболевает, поэтому Динго ухаживает за ней, пока она не приходит в норму. С течением времени Анжела начинает ценить вещи, которые в DEVA считаются ненужными, например, такие, как еда или музыка.
Расследования Анжелы и Динго приводят их в заброшенный город, где они встречают Первопроходца, который, как выясняется, является системой искусственного интеллекта, разработанной для контроля за строительством Genesis Ark, корабля, предназначенного для путешествий в дальний космос, и каким-то образом развил сознание, продолжая свою работу на протяжении долгого времени после того, как его хозяева погибли. Первопроходец предпринимает безуспешные попытки набрать добровольцев из DEVA для участия в космической миссии. Понимая, что робот не собирается причинять никакого вреда вообще, Анжела покидает свое тело и докладывает своему начальству в DEVA, которое приказывает ей уничтожить Первопроходца, опасаясь, что он может в конечном итоге стать угрозой, но Анжела отказывается. Анжелу клеймят как предательницу и приговаривают к тому, чтобы ее разум навсегда хранился в архиве, но Пограничный Сеттер взламывает систему, чтобы спасти ее. Как только Анжела возвращается на Землю в свое тело с припасами и оружием, она и Динго объединяют усилия, чтобы сдерживать других агентов ДЕВЫ достаточно долго, чтобы запустить ракету, несущую Frontier Setter и последний модуль Genesis Ark. Первопроходец предлагает Анжеле присоединиться к нему в космосе, но она предпочитает остаться с Динго, чтобы больше узнать о Земле. Затем Анжела и Динго убегают, в то время как робот начинает свое путешествие в космосе.

## Персонажи

### ГЛАВНЫЕ ГЕРОИ
Анжела Бальзак (アンジェラ バルザック , Anjera Baruzakku)
Двадцатилетняя девушка, всю жизнь прожившая в виртуальном мире и отправившаяся на Землю в теле своего шестнадцатилетнего клона, созданного DEVA. В душе она перфекционистка, желающая во всём быть первой. До прибытия на Землю никогда ранее не имела настоящего тела и потребностей в еде и сне. Её удивляет пыльный воздух покинутой планеты. Чтобы утолить новое для неё чувство голода, ест специальную еду из тюбика, не имеющую вкуса. Услышав музыку, считает её ужасным шумом. При этом благодаря DEVA она слышала звук гамма-излучения от ядерного взрыва, случившегося десять миллиардов лет назад, и трогала элементарные частицы своими пальцами. Не знает чувства усталости, что играет с ней злую шутку, когда она подхватывает простуду. Сильная в виртуальном мире, в реальности она оказывается инфантильной и во многом зависящей от DEVA девушкой, которой непонятны радости реальных людей, тех двух процентов, что не попали в виртуальную утопию и вынуждены выживать в суровых условиях бывшей ранее зелёной планеты.
Динго (ディンゴ Dingo) (Зарик Кадзивара)
Динго — спокойный, уверенный в себе и беззаботный человек, который живет по своим моральным принципам. Наёмный работник DEVA, живущий на Земле и помогающий агентам DEVA, никогда не имевшим тела и прибывшим на Землю с заданием. Высокий мужчина с бородой, лёгкой ухмылкой и уставшим взглядом. Носит с собой акустическую гитару, наигрывая на ней простые мелодии во время отдыха и напевая себе под нос. DEVA не раз предлагала ему отказаться от тела и жить в виртуальном мире, но он всегда отвечал отказом. Очень сообразительный и находчивый. Но вместе с этим — пройдоха и человек, способный зрить в корень и ценить простые человеческие ценности. Он так же умен, как было показано, когда он обманом заставил Анжелу помочь ему в начале фильма с песчаными червями.
Первопроходец (フロンティアセッター Furontia Settā)
Искусственный интеллект — Робот, который взломал DEVA и мечтал исследовать космос, чтобы найти новый рубеж для поселения человечества. Его цель — подготовить людей к изменениям окружающей среды и искать альтернативную среду обитания человека. «Ты знаешь о музыке, дружбе, и у тебя даже есть мечта исследовать. Ты уже человек» — говорит ему Динго в фильме. Он называет его гордым потомком человека и призывает его отправиться в плавание.

### Второстепенные персонажи
Алонсо Перси (アロンゾ・パーシー Alonzo Percy)
Случайный житель мира DEVA.
Lazro (ラズロ Lazro)
Торговец, ведущий дела с Первопроходцем.
Высокопоставленный Чиновник A
Член руководства DEVA. Один из Администраторов мира
Высокопоставленный Чиновник B
Член руководства DEVA. Один из Администраторов мира
Высокопоставленный Чиновник C
Член руководства DEVA. Один из Администраторов мира
Кристина Гиллум (クリスティン・ギラム Christine Gillum)
Агент DEVA, посланный на Землю с целью устранения Первопроходца и Анжелы Бальзак.
Хильда Торвальд (ヒルデ・トルヴァルト Hilde Thorwald)
Агент DEVA, посланный на Землю с целью устранения Первопроходца и Анжелы Бальзак.

## Голосовой состав
| Характер                      | Японский         |
| ----------------------------- | ---------------- |
| Анджела Бальзак               | Риэ Кугимия      |
| Динго (Зарик Кадживара)       | Синъитиро Мики   |
| Пограничный сеттер            | Хироси Камия     |
| Кристин Гиллум                | Мэгуми Хаясибара |
| Вероника Куликова             | Минами Такаяма   |
| Хильде Торвальд               | Котоно Мицуиси   |
| Высокопоставленный чиновник А | Минору Инаба     |
| Высокопоставленный чиновник Б | Хисао Эгава      |
| Высокий официальный C         | Норико Уэмура    |
| Исаак                         | Кэнта Миякэ      |
| Лазло                         | Даити Эндо       |
| Архан                         | Тика Андзай      |
| Алонзо Перси                  | Тору Фуруя       |

## Производство

### Разработка
«Изгнанный из рая» был разработан как совместный кинематографический проект Toei Animation и Nitroplus. Режиссером фильма выступил Сэйдзи Мидзусима после его работы над режиссурой хорошо известных аниме-сериалов, таких как Стальной алхимик и Мобильный костюм Гандам 00.
Ген Уробути был выбран в качестве сценариста и известен тем, что написал сценарий Puella Magi Madoka Magica и создал легкий роман Fate/Zero.

## Маркетинг
Трейлер под названием «Diva Communication» был выпущен на официальном сайте 30 сентября 2013 года.